# Harm van Geel
Harm van Geel  (Bergen op Zoom, 1969) is een Nederlands acteur en theatermaker.

## Studie
Van Geel studeerde in 1995 af aan de acteursopleiding van de Faculteit Theater van de Hogeschool voor de Kunsten Utrecht. Hij werd direct na zijn afstuderen door artistiek leider Petra Blok gevraagd om als theatermaker te komen werken voor Huis a/d Werf en Festival a/d Werf in Utrecht. Hij werkte daar als theatermaker en acteur tot 2004.

## Huis en Festival a/d Werf
In die periode maakt hij de voorstellingen House of Bamboo (1997) met onder anderen Barry Atsma, Todje (1998) met Feike Looyen, Hertje, Hertje kom es hier (1999) en What if God was one of us (2001) met onder anderen Martijn Fischer, Sanne Vogel, Arend Brandligt, Khadhissa Massaoudi, Feike Looyen en Honey Eavis. 
Hij speelde in de voorstellingen Alleen alleen is een eend een eend (2000), Sletjes (2001) en Toegift (2002) van collega Ine te Rietstap. In 1999 maakte hij samen met haar en Anneke de Lind van Wijngaarden het videodocument Ik ben niet verliefd op Connie Palmen. Met dezelfde makers, aangevuld met Renate Zentschnig, maakte hij ook nog de 1e Daalsebuurtrevue.
Vanaf 2002 was hij artistiek coördinator van de Testcase-projecten, korte projecten voor jonge makers, hij begeleidde ook enkele van deze projecten.

## Overige gezelschappen
Als theatermaker werkt hij verder bij jongerentheater Nultwintig (i.s.m. Nita Liem), Toneelgroep Amsterdam en Hetveem theater. In 1998 werd hij voor zijn werk als theatermaker genomineerd voor de Erik Vos-prijs.

## Acteur
Als acteur zette hij in 2004 Pim Fortuyn neer in de voorstelling Paars van Don Duyns voor Growing up in Public en was hij bij datzelfde gezelschap te zien als Donald Crowhurst in El Nino (2004) en als Anton Mussert in De Kleine Patriot, of de Grote Anton Mussert Show (2006, reprise in 2008), beide van Paul Feld. Verder maakte hij daar MUF met Christine van Stralen, Duivelsboek, de Tunnelbouwers, Alladin en de Ayatollah, Kampioenenkweek en Zorg, en de Droomcentrifuge met onder anderen John Buijsman en Daphne de Bruyn.
Verder speelde hij in Caligula van Mirjam Koen bij het Onafhankelijk Toneel, LIGA van Liesbeth Gritter bij Kassys, Babies en IGOR van Hans van den Boom bij Stella Den Haag, de verschrikkelijke Stiefmoedershow van Moniek Merkx bij theatergroep Max..